# 1859
| [ Edytuj tabelę ]              | |
| Król Polski (tytularny)        | - 1855 Aleksander II Romanow 1881 |
| Emir Afganistanu               | - 1842 Dost Mohammad Chan 1863 |
| Współksiążęta Andory           | - 1853 Josep Caixal i Estradé 1879 - 1848 Karol Ludwik Napoleon Bonaparte 1870                                                              |
| Prezydent Argentyny            | - 1852 gen. Justo José de Urquiza 1860 |
| Cesarz Austrii                 | - 1848 Franciszek Józef I 1916 |
| Król Bawarii                   | - 1848 Maksymilian II 1864 |
| Król Belgów                    | - 1831 Leopold I 1865 |
| Premier Belgii                 | - 1857 Charles Rogier 1868 |
| Prezydent Boliwii              | - 1857 José María Linares 1861 |
| Cesarz Brazylii                | - 1831 Pedro II 1889 |
| Sułtan Brunei                  | - 1852 Abdul Momin 1885 |
| Prezydent Chile                | - 1851 Manuel Montt 1861 |
| Cesarz Chin                    | - 1850 Xianfeng 1861 |
| Król Czech                     | - 1848 Franciszek Józef I 1916 |
| Król Danii                     | - 1848 Fryderyk VII 1863 |
| Premier Danii                  | - 1857 Carl Christian Hall 1859 - 1859 Carl Edvard Rotwitt 1863                                                                             |
| Dalajlama                      | - 1857 Trinlej Gjaco 1875 |
| Prezydent Dominikany           | - 1858 Pedro Santana 1861 |
| Władca Egiptu                  | - 1854 Sa’id Pasza 1863 |
| Premier Egiptu                 | - 1858 Mustafa Pasza 1861 |
| Prezydent Ekwadoru             | - 1856 Francisco Robles 1859 - 1859 Gabriel García Moreno 1865                                                                              |
| Cesarz Etiopii                 | - 1855 Teodor II 1868 |
| Cesarz Francuzów               | - 1852 Napoleon III 1870 |
| Król Grecji                    | - 1831 Otton I 1862 |
| Prezydent Gwatemali            | - 1851 Rafael Carrera y Turcios 1865 |
| Prezydent Haiti                | - 1859 Fabre Geffrard 1867 |
| Cesarz Haiti                   | - 1849 Faustyn I 1859 |
| Król Hawajów                   | - 1854 Kamehameha IV 1863 |
| Król Hiszpanii                 | - 1833 Izabela II 1868 |
| Król Holandii                  | - 1849 Wilhelm III 1890 |
| Premier Holandii               | - 1858 Jan Jacob Rochussen 1860 |
| Prezydent Hondurasu            | - 1856 José Santos Guardiola Bustillo 1862                                                                                                  |
| Szach Iranu                    | - 1848 Naser ad-Din Szah 1896 |
| Król Irlandii                  | - 1837 Wiktoria Hanowerska 1901 |
| Cesarz Japonii                 | - 1846 Kōmei 1866 |
| Kalif                          | - 1839 Abdülmecid I 1861 |
| Emir Kataru                    | - 1847 Muhammad ibn Sani 1878 |
| Prezydent Kolumbii             | - 1857 Mariano Ospina Rodríguez 1861 |
| Patriarcha Konstantynopola     | - 1855 Cyryl VII 1860 |
| Prezydent Kostaryki            | - 1849 Juan Rafael Mora Porras 1859 - 1859 José María Montealegre Fernández 1863                                                            |
| Emir Kuwejtu                   | - 1814 Dżabir I 1859 - 1859 Sabah II 1866                                                                                                   |
| Prezydent Liberii              | - 1856 Stephen Allen Benson 1864 |
| Książę Liechtensteinu          | - 1858 Jan II Dobry 1929 |
| Wielki książę Luksemburga      | - 1849 Wilhelm III 1890 |
| Premier Luksemburga            | - 1853 Charles-Mathias Simons 1860 |
| Sułtan Maroka                  | - 1822 Abd ar-Rahman 1859 - 1859 Muhammad IV 1873                                                                                           |
| Prezydent Meksyku              | - 1858 Manuel Robles Pezuela 1859 - 1859 Miguel Miramón 1860                                                                                |
| Książę Monako                  | - 1856 Karol III 1889 |
| Król Nawarry                   | - 1848 Napoleon I 1870 |
| Król Nepalu                    | - 1847 Surendra 1881 |
| Premier Nepalu                 | - 1857 Jang Bahadur Rana 1877 |
| Prezydent Nikaragui            | - 1857 Tomás Martínez 1867 |
| Król Norwegii                  | - 1844 Oskar I 1859 - 1859 Karol IV 1872 |
| Premier Nowej Zelandii         | - 1856 Edward Stafford 1861 |
| Sułtan Omanu                   | - 1856 Suwajni ibn Sa’id 1866 |
| Papież                         | - 1846 Pius IX 1878 |
| Prezydent Paragwaju            | - 1844 Carlos Antonio López 1862 |
| Książę Parmy i Piacenzy        | - 1854 Robert 1859 |
| Prezydent Peru                 | - 1855 Ramón Castilla 1862 |
| Król Portugalii                | - 1853 Piotr V 1861 |
| Król Prus                      | - 1840 Fryderyk Wilhelm IV 1861 |
| Car Rosji                      | - 1855 Aleksander II 1881 |
| Książę Rumunii                 | - 1859 Aleksander Jan Cuza 1866 |
| Król Saksonii                  | - 1854 Jan Wettyn 1873 |
| Prezydent Salwadoru            | - 1858 Miguel Santín del Castillo 1860 |
| Kapitanowie Regenci San Marino | - 1858 Filippo Belluzzi Pasquale Marcucci 1859 - 1859 Giuliano Belluzzi Michele Ceccoli 1859 - 1859 Palamede Malpeli Pier Matteo Berti 1860 |
| Książę Serbii                  | - 1858 Miłosz I Obrenowić 1860 |
| Król Sardynii                  | - 1849 Wiktor Emanuel II 1861 |
| Prezydent Szwajcarii           | - 1859 Jakob Stämpfli 1859 |
| Król Szwecji                   | - 1844 Oskar I 1859 - 1859 Karol XV 1872 |
| Król Tajlandii                 | - 1851 Mongkut 1868 |
| Sułtan Turków                  | - 1839 Abdülmecid I 1861 |
| Prezydent Urugwaju             | - 1853 Fructuoso Rivera 1859 - 1856 Gabriel Antonio Pereira 1860                                                                            |
| Prezydent USA                  | - 1857 James Buchanan 1861 |
| Prezydent Wenezueli            | - 1858 Julián Castro 1859 - 1859 Pedro Gual Escandón 1859 - 1859 Manuel Felipe de Tovar 1861                                                |
| Król Węgier                    | - 1848 Franciszek Józef I 1916 |
| Monarcha Wielkiej Brytanii     | - 1837 Wiktoria 1901 |
| Premier Wielkiej Brytanii      | - 1858 Edward Stanley 1859 - 1859 Henry Temple 1865                                                                                         |
| Cesarz Wietnamu                | - 1847 Tự Đức 1883 |

Rok 1859 / MDCCCLIX
stulecia: XVIII wiek ~
XIX wiek ~
XX wiek

dziesięciolecia:
1820–1829 •
1830–1839 •
1840–1849 •
1850–1859
• 1860–1869
• 1870–1879
• 1880–1889

lata: 1849 «
1854 «
1855 «
1856 «
1857 «
1858 «
1859
» 1860
» 1861
» 1862
» 1863
» 1864
» 1869

## Wydarzenia w Polsce
- 20 marca – w Teatrze Wielkim w Warszawie po raz pierwszy w Polsce wystawiono operetkę.
- 7 maja – w Poznaniu odsłonięto pomnik Adama Mickiewicza.
- 1 czerwca – oddano do użytku linię kolejową ze Stargardu do Koszalina (dł. 135,38 km).

- Powstała w Brdowie fabryka kuczbaju (kuczbaj - rodzaj wełnianej tkaniny).

## Wydarzenia na świecie
- 3 stycznia – oddano do użytku pierwszy odcinek wodociągu Washington Aqueduct.
- 15 stycznia – został obalony cesarz Haiti Faustyn I.
- 24 stycznia – powstało Zjednoczone Księstwa Mołdawii i Wołoszczyzny.
- 28 stycznia – Olympia, stolica stanu Waszyngton, otrzymała prawa miejskie.
- 4 lutego – Konstantin von Tischendorf odnalazł w klasztorze Świętej Katarzyny Codex Sinaiticus.
- 14 lutego – Oregon stał się 33. stanem Stanów Zjednoczonych.
- 17 lutego – w Teatro Apollo w Rzymie odbyła się premiera opery Bal maskowy Giuseppe Verdiego.
- 18 lutego – wojska francuskie zdobyły Sajgon.
- 19 marca – w paryskim Teatrze Lirycznym odbyła się premiera opery Faust Charles’a Gounoda.
- 29 marca – ukazał się pierwszy numer dziennika The Irish Times.
- 12 kwietnia – w kopalni koło Dogtown (dziś Magalia) w Kalifornii znaleziono największy wówczas samorodek złota o masie 20 kg.
- 16 kwietnia – założono miasto Fray Bentos w Urugwaju (jako Independencia).
- 25 kwietnia – francuski dyplomata i przedsiębiorca Ferdinand de Lesseps wbił w Port Saidzie łopatę w piasek, inaugurując budowę Kanału Sueskiego.
- 27 kwietnia – po ustąpieniu księcia Leopolda II w Toskanii ukonstytuował się pierwszy niepodległy rząd.
- 29 kwietnia – wybuch wojny Austrii z Francją i Piemontem.
- 2 maja – otwarto kolejowy Most Księcia Alberta w Kornwalii.
- 20 maja – wojna francusko-austriacka: zwycięstwo wojsk francusko-sardyńskich w bitwie pod Montebello.
- 22 maja – Franciszek II Burbon został królem Obojga Sycylii.
- 27 maja – włoska wojna wyzwoleńcza: zwycięstwo ochotników pod dowództwem Giuseppe Garibaldiego nad wojskiem austriackim w bitwie pod San Fermo.
- 30 maja – wojna francusko-austriacka: porażka armii austriackiej w bitwie z Piemontczykami pod Palestro.
- 31 maja – w Londynie po raz pierwszy zabrzmiał dzwon Big Ben.
- 4 czerwca – wojna francusko-austriacka: porażka Austrii w bitwie pod Magentą.
- 6 czerwca – królowa Wiktoria ogłosiła Queensland niezależną kolonią.
- 10 czerwca – Niemiecki matematyk Bernhard Riemann wygłosił wykład uznawany za początek wielowymiarowej geometrii Riemanna.
- 12 czerwca – Henry Temple został po raz drugi premierem Wielkiej Brytanii.
- 15 czerwca – rozpoczęła się amerykańsko-brytyjska tzw. świńska wojna o graniczną wyspę San Juan w stanie Waszyngton.
- 24 czerwca – wojna francusko-austriacka: zwycięstwo wojsk francusko-sardyńskich pod dowództwem Napoleona III nad armią austriacką pod Solferino. W reakcji na krwawy przebieg bitwy (łącznie ok. 39 tys. poległych) Henri Dunant postanowił założyć organizację Czerwonego Krzyża.
- 28 czerwca – 40 psów (27 seterów i 23 pointery) uczestniczyło w pierwszej na świecie wystawie psów rasowych w angielskim Newcastle upon Tyne.
- 30 czerwca – francuski linoskoczek Charles Blondin po raz pierwszy przeszedł nad wodospadem Niagara.
- 5 lipca – odkryto atol Midway.
- 8 lipca – Karol XV został królem Szwecji i Norwegii.
- 11 lipca – wojna francusko-austriacka: zawieszenie broni w wojnie austriacko-piemonckiej i spotkanie Napoleona III z Franciszkiem Józefem w Villafranca.
- 25 sierpnia – Imam Szamil został schwytany przez wojska rosyjskie.
- 28 sierpnia – rozpoczęła się największa dotąd zaobserwowana burza słoneczna.
- 2 września – rozpoczęła się najsilniejsza w historii burza magnetyczna, która spowodowała awarie sieci telegraficznych w wielu miejscach na świecie.
- 20 września – otwarto ogród zoologiczny w Kopenhadze.
- 22 września – Robert Luther odkrył planetoidę Mnemosyne.
- 1 października – powstanie Garibaldiego: bitwa nad rzeką Volturno.
- 12 października – Joshua A. Norton ogłaszając się „cesarzem Stanów Zjednoczonych” nakazał „rozwiązanie” Kongresu.
- 22 października – wybuchła wojna hiszpańsko-marokańska.
- 26 października – statek pasażerski Royal Charter rozbił się podczas sztormu na skałach walijskiej wyspy Anglesey. Zginęło co najmniej 459 osób.
- 10 listopada – Austria, Francja i Sardynia zawarły traktat w Zurychu.
- 24 listopada – ogłoszona została teoria ewolucji Karola Darwina. Darwin opublikował „O powstaniu gatunków na drodze doboru naturalnego”.
- 2 grudnia – powieszony został John Brown, skazany na karę śmierci amerykański abolicjonista.

- Aleksander Jan Cuza został wybrany na hospodara Mołdawii i Wołoszczyzny.
- Karol XV objął tron Szwecji po Oskarze I.
- Rosjanie zajęli Czeczenię.
- Francja rozpoczęła podbój Wietnamu.
- David Livingstone odkrył jezioro Niasa.
- Podczas działań wojennych we Włoszech armia francuska użyła balonów obserwacyjnych.
- Z Europy do Australii sprowadzono 22 króliki, wkrótce stały się one prawdziwą plagą.

## Urodzili się
- 2 stycznia:
  - George Nicoll Barnes, brytyjski polityk (zm. 1940)
  - Wincenty Buksznis, polski i radziecki działacz socjalistyczny i komunistyczny, ślusarz (zm. 1932)
- 6 stycznia:
  - Samuel Alexander, brytyjski filozof pochodzenia żydowskiego (zm. 1938)
  - Alfred Baudrillart, francuski kardynał (zm. 1942)
- 8 stycznia – Stepan Smal-Stocki, ukraiński slawista, historyk literatury, polityk (zm. 1938)
- 9 stycznia – Carrie Catt, amerykańska sufrażystka (zm. 1947)
- 11 stycznia:
  - Armengol Coll y Armengol, hiszpański duchowny katolicki, klaretyn, misjonarz, etnolog, prefekt apostolski Wysp Annobon, Corisco i Fernando Poo i wikariusz apostolski Fernando Poo (zm. 1918)
  - Josephine Crowell, amerykańska aktorka pochodzenia kanadyjskiego (zm. 1932)
  - George Curzon (Lord Curzon), brytyjski polityk, wicekról Indii, minister spraw zagranicznych (zm. 1925)
  - John Tengo Jabavu, południowoafrykański działacz na rzecz praw ludności czarnoskórej (zm. 1921)
- 21 stycznia – Antoni Rutkowski, polski kompozytor i pianista (zm. 1886)
- 23 stycznia – Katharine Tynan, irlandzka poetka i pisarka (zm. 1931)
- 24 stycznia – Aleksandr Iljinski, rosyjski kompozytor (zm. 1920)
- 27 stycznia – Wilhelm II, król pruski i cesarz niemiecki (zm. 1941)
- 2 lutego – Havelock Ellis, brytyjski lekarz i reformator społeczny, twórca seksuologii (zm. 1939)
- 3 lutego – Olaf Finsen, farerski farmaceuta i polityk, brat Nielsa Ryberga Finsena (zm. 1937)
- 19 lutego – Svante Arrhenius, szwedzki fizyk i chemik, laureat Nagrody Nobla (zm. 1927)
- 24 lutego:
  - Rudolf Herliczka, polski kupiec, przemysłowiec pochodzenia czeskiego (zm. 1894)
  - Kazimiera Kłoczowska, ziemianka, działaczka społeczna i oświatowa (zm. 1929)
- 27 lutego:
  - Anna O., żydowska sufrażystka, działaczka społeczna (zm. 1936)
  - Roman Adame Rosales, meksykański duchowny katolicki, męczennik, święty (zm. 1927)
- 2 marca – Szolem Alejchem, żydowski pisarz (zm. 1916)
- 8 marca – Kenneth Grahame, brytyjski pisarz i ekonomista (zm. 1932)
- 14 marca – Adolf Bertram, niemiecki duchowny katolicki, arcybiskup metropolita wrocławski, kardynał (zm. 1945)
- 16 marca – Aleksandr Popow, rosyjski fizyk (zm. 1906)
- 18 marca:
  - Thomas Gibson-Carmichael, brytyjski arystokrata, polityk, administrator kolonialny (zm. 1926)
  - Antoni Zawadzki, polski generał brygady (zm. 1928)
- 25 marca – Leon Wałęga, polski duchowny katolicki, biskup tarnowski (zm. 1933)
- 4 kwietnia – Contardo Ferrini, włoski prawnik, tercjarz franciszkański, błogosławiony katolicki (zm. 1902)
- 6 kwietnia – Karol Poznański, doktor chemii, syn Izraela Poznańskiego łódzkiego „króla bawełny” (zm. 1928)
- 7 kwietnia – Franciszek Nowodworski, polski prawnik, pierwszy prezes Sądu Najwyższego (zm. 1924)
- 18 kwietnia – Zygmunt Gidlewski, polski oficer w służbie rosyjskiej (zm. 1919)
- 3 maja – Jose Gallegos Arnosa, hiszpański malarz, rzeźbiarz (zm. 1917)
- 13 maja – Teodor Axentowicz, malarz; przedstawiciel kierunku Młodej Polski (zm. 1938)
- 15 maja – Pierre Curie, francuski fizyk (zm. 1906)
- 22 maja – Arthur Conan Doyle, szkocki pisarz i spirytysta (zm. 1930)
- 26 maja – Aleksandra Klamrzyńska, polska śpiewaczka (zm. 1946)
- 31 maja – Leopold Casper, niemiecki urolog (zm. 1959)
- 2 czerwca – Piotr Seip, polski przedsiębiorca, złotnik, brązownik (zm. 1941)
- 13 czerwca – Konstanty Gorski, polski kompozytor i skrzypek-wirtuoz (zm. 1924)
- 27 czerwca – Leon Inchausti, hiszpański augustianin rekolekta, męczennik, błogosławiony katolicki (zm. 1936)
- 6 lipca – Verner von Heidenstam, szwedzki prozaik i poeta (zm. 1940)
- 7 lipca – Józefina Vannini, włoska zakonnica, założycielka kamilianek, błogosławiona katolicka (zm. 1910)
- 8 lipca:
  - Jan Duklan Słonecki, polski ziemianin, polityk (zm. 1896)
  - Ottilie von Bistram, niemiecka działaczka społeczna, podróżniczka (zm. 1931)
- 4 sierpnia – Knut Hamsun, pisarz norweski (zm. 1952)
- 18 sierpnia – Anna Ancher, duńska malarka (zm. 1935)
- 21 sierpnia – prof. Ludwik Krzywicki, socjolog działacz, społeczno-polityczny i ekonomista (zm. 1941)
- 23 sierpnia – Wacław Szymanowski, rzeźbiarz (zm. 1930)
- 6 września – Felicja Łączkowska, polska nauczycielka, działaczka społeczna i oświatowa, inicjatorka i współzałożycielka Muzeum Ziemi Kaliskiej (zm. 1932)
- 14 września – Tadeusz Zieliński, polski filolog klasyczny, historyk kultury (zm. 1944)
- 18 września:
  - Franciszek Niżałowski, polski generał dywizji, prawnik (zm. 1937)
  - Józef Szamota, polski generał dywizji (zm. 1942)
- 24 września – Julius Klengel, niemiecki wiolonczelista, kompozytor i pedagog (zm. 1933)
- 30 września – Wincenty Sicluna Hernández, hiszpański duchowny katolicki, męczennik, błogosławiony (zm. 1936)
- 2 października – Paul Matting, niemiecki polityk, nadburmistrz Wrocławia (zm. 1935)
- 9 października – Alfred Dreyfus, francuski oficer pochodzenia żydowskiego (zm. 1935)
- 16 października – Henryk Pachulski, polski kompozytor i pianista (zm. 1921)
- 18 października – Henri Bergson, francuski pisarz i filozof, laureat Nagrody Nobla (zm. 1941)
- 20 października – John Dewey, amerykański filozof i pedagog (zm. 1952)
- 18 listopada – Kost Łewycki (uk. Кость Левицький), premier Zachodnioukraińskiej Republiki Ludowej (zm. 1941)
- 28 listopada – Wiktor Grzesicki, polski generał major w służbie austro-węgierskiej (zm. 1917)
- 15 grudnia – Ludwik Zamenhof, twórca sztucznego języka esperanto (zm. 1917)
- 22 grudnia – Otto Ludwig Hölder, niemiecki matematyk (zm. 1937)
- data dzienna nieznana: Amelia Bortnowska, polska poetka (zm. 1929)

## Święta ruchome
- Tłusty czwartek: 3 marca
- Ostatki: 8 marca
- Popielec: 9 marca
- Niedziela Palmowa: 17 kwietnia
- Wielki Czwartek: 21 kwietnia
- Wielki Piątek: 22 kwietnia
- Wielka Sobota: 23 kwietnia
- Wielkanoc: 24 kwietnia
- Poniedziałek Wielkanocny: 25 kwietnia
- Wniebowstąpienie Pańskie: 2 czerwca
- Zesłanie Ducha Świętego: 12 czerwca
- Boże Ciało: 23 czerwca